# Wrapped Around Your Finger
Singles de The Police
Every Breath You Take
(1983) Synchronicity II
(1983)
Singles par The Police
Synchronicity II
(1983) Don't Stand So Close To Me '86
(1986)
Wrapped Around Your Finger est une chanson du groupe rock britannique The Police sorti sur l'album Synchronicity en 1983.
Ce titre est le second extrait de l'album (en face B du 45 tours un titre non extrait de Synchronicity : Someone To Talk To), après Every Breath You Take, fut classée au moment de sa sortie 7e des Charts.

## Histoire
Comme d'autres morceaux de Synchronicity, tels que Every Breath You Take et King of Pain, Wrapped Around Your Finger était une chanson personnelle pour Sting. Il a dit dans une interview; "Every Breath You Take', et Wrapped Around Your Finger étaient toutes les deux au sujet de ma vie personnelle."
Sting a décrit Wrapped Around Your Finger comme étant « une chanson méchante sur le fait de renverser la situation sur quelqu'un qui avait été en charge » de la mythologie grecque et la légende allemande de Faust. Il a une sensation relativement lente, presque inquiétante dans les premiers couplets, modulant pour évoquer une sensation plus légère et triomphante pendant le refrain.
« Cette chanson est vaguement alchimique et parle probablement d'un de mes amis, un médium professionnel et mon tuteur en tarot, avec des morceaux du Dr Faustus et de l'apprenti sorcier jetés dans le pot pour faire bonne mesure ».
— Sting
Wrapped Around Your Finger est sorti dans le prolongement du hit mondial Every Breath You Take. En Grande-Bretagne, il a atteint la 7e place du UK Singles Chart en août 1983, et aux États-Unis, il est plutôt sorti en tant que quatrième single de l'album Synchronicity (après "Every Breath You Take", "King of Pain", et "Synchronicité II"). Le single atteint la 8e place du classement Billboard en mars 1984.
La pochette britannique pour le single "Wrapped Around Your Finger" est sortie en trois variations de couleur : bleu, rouge et jaune. Le single est également sorti sur un picture disc, chacun mettant en vedette le visage de Sting, Andy Summers ou Stewart Copeland. Sur les douze mille exemplaires publiés, cependant, dix mille avaient le visage de Sting dessus, tandis que Summers et Copeland apparaissaient sur mille chacun (ce qui rend les deux dernières variantes plus  rares.)
La face B de la chanson en Grande-Bretagne, "Someone to Talk To", a été écrite par le guitariste Andy Summers. Sting a refusé de fournir des voix, laissant Summers chanter. Celui-ci a exprimé sa déception à ce sujet, en disant: "Peut-être que je venais de me séparer de ma femme. C'était une bonne chose que j'avais à la guitare et j'étais déçu que Sting ne la chante pas. Cela lui aurait donné plus de caractère." Le batteur Stewart Copeland a déclaré à propos de ce conflit, "Andy a fait de son mieux au chant mais moi aussi j'ai été déçu que Sting ne l'ait pas chanté. Il était très sensible aux paroles."  La face B du single américain , "Tea in the Sahara" (live), vient du Synchronicity Tour.

## Clip musical
Le clip vidéo, réalisé par Godley & Creme (qui a réalisé les vidéos de "Every Breath You Take" et "Synchronicity II"), renforce le sentiment éthéré que dégage la chanson, en ayant des images du groupe jouant à la bougie, dans une pièce sombre, entrecoupée de scènes de Sting courant parmi de hauts chandeliers disposés en une sorte de labyrinthe. Andy Summers joue de la guitare acoustique, un instrument qui n'est utilisé dans aucun des enregistrements du groupe.
La musique sur l'enregistrement de la vidéo a été jouée rapidement et le "chant" a été mimé rapidement. Lorsque la musique a été ralentie à une vitesse normale, les membres du groupe semblent se déplacer au ralenti. Le batteur Stewart Copeland a affirmé qu'il avait utilisé une méthode similaire pour une vidéo solo (sous le pseudonyme de "Klark Kent"), seulement il "avait fait tourner la musique lentement, de sorte qu'il mimait au ralenti, puis quand ils se synchronisaient jusqu'à la musique, il avait ce mouvement saccadé, un peu "fast-mo", qui était toujours en phase avec la musique, seulement c'était une sorte de mouvements corporels saccadés et étranges."
Sting a fait l'éloge de la vidéo en disant ;
C'est incroyablement atmosphérique, et je pense que la scénographie est brillante - il n'y a rien d'autre que toutes ces bougies, mais cela évoque tellement de sentiments et de possibilités différents à propos de la chanson. Quand Kevin (Godley) et Lol (Creme) m'ont proposé l'idée, j'ai été très excité parce que j'ai réalisé qu'ils comprenaient vraiment l'approche imagée que je voulais. L'ensemble du concept est assez ésotérique - c'est vraiment une idée de type "apprenti sorcier". La chanson est astucieusement filmée à grande vitesse afin d'obtenir un effet spécial lorsqu'elle est finalement lue à vitesse normale. C'est du moins la théorie...
— Sting, Playgirl, 10/1983
Andy Summers, cependant, a critiqué la surréaction de Sting dans la vidéo.
Je n'ai jamais beaucoup aimé l'idée de "Wrapped Around Your Finger". Non, j'étais un peu énervé à propos de celui-là. Je n'ai jamais été très fan de cette chanson, en fait. Sting a pu tourner son rôle en dernier dans cette vidéo et a fait un repas en éteignant toutes les bougies. 
— Andy Summers 
Dans une vidéo promotionnelle liée à la sortie de The Muppets Take Manhattan, "I'm Gonna Always Love You" du film présentait le chant principal de Miss Piggy et lui faisait imiter des parties du "labyrinthe des bougies" de la vidéo des Police.

## Réception
Dans une critique rétrospective positive de la chanson, le journaliste d'AllMusic Steve Huey a décrit "Wrapped Around Your Finger" comme "une approche complexe de la dynamique du pouvoir dans les relations". Il a suggéré que "la complexité de ses rythmes nerveux reflète celle de sa psychologie émotionnelle." Le collègue d'AllMusic, Stephen Thomas Erlewine, a décrit la chanson comme "un single new wave diaboliquement contagieux". Le critique d'Ultimate Classic Rock, Mike Duquette, l'a appelé. la 14e plus grande chanson des Police, disant que désormais "Sting pourrait bourrer les mythes grecs et les références à Faust dans ses chansons à la langue acide et laisser les ventes rouler."

## Musiciens
- Sting : Basse, claviers, chant, chœurs
- Andy Summers : Guitare, effets sonores
- Stewart Copeland : Batterie, percussions

## Classements

### Classements hebdomadaires
| Classement (1983/84)                   | Meilleure place |
| -------------------------------------- | --------------- |
| Allemagne (Media Control AG)           | 32              |
| Australie (Kent Music Report)          | 26              |
| Belgique (Flandre Ultratop 50 Singles) | 15              |
| Canada (RPM Singles Chart)\|           | 10              |
| États-Unis (Hot 100)                   | 8               |
| États-Unis (Adult Contemporary)        | 30              |
| France (SNEP)                          | 6               |
| Irlande (IRMA)                         | 1               |
| Norvège (VG-lista)                     | 9               |
| Nouvelle-Zélande (RMNZ)                | 22              |
| Pays-Bas (Single Top 100)              | 24              |
| Pays-Bas (Nederlandse Top 40)          | 17              |
| Royaume-Uni (UK Singles Chart)         | 7               |